# Cantón Pedro Moncayo
Cantón Pedro Moncayo är en kanton i Ecuador.   Den ligger i provinsen Pichincha, i den centrala delen av landet, 40 km nordost om huvudstaden Quito.